# Сива вълнеста маймуна
Сивата вълнеста маймуна (Lagothrix cana) е вид бозайник от семейство Паякообразни маймуни (Atelidae). Видът е застрашен от изчезване.

## Разпространение и местообитание
Разпространен е в Боливия, Бразилия и Перу.